# Anna Fischer
Pour les articles homonymes, voir Fischer.
Ne doit pas être confondu avec Anna Fisher.
Anna Fischer, née le 18 juillet 1986 à Berlin-Est est une actrice et chanteuse allemande.

## Biographie
Anna Fischer a grandi dans une famille modeste dans le secteur de Hohenschoenhausen à Berlin Est. Elle commence la musique à l'âge de 11 ans. En 2002, le réalisateur Hans-Christian Schmid lui fait tenir un petit rôle dans le film Lichter. En 2005, elle obtient le premier rôle dans Liebeskind de Jeanette Wagner. Elle est remarquée par la critique en 2008 pour son rôle dans le téléfilm Teufelsbraten (de) de Hermine Huntgeburth, et elle est récompensée par le prix Adolf Grimme en 2009. En parallèle de sa carrière d'actrice, elle est la chanteuse du groupe Panda (deutsche Band), fondé en 2007. Elle a sorti le single Jeht kacken et l'album intitulé Tretmine en 2007.

## Filmographie

### Cinéma
- 2003 : Lichter de Hans-Christian Schmid
- 2005 : Liebeskind de Jeanette Wagner
- 2006 : Die Wolke de Gregor Schnitzler (de)
- 2006 : Les Européens (Grenzgänger)
- 2010 : Nous sommes la nuit de Dennis Gansel : Nora
- 2010 : Groupies bleiben nicht zum Frühstück (de) de Marc Rothemund : Lila Lorenz
- 2012 : Heiter bis wolkig (de) de Marco Petry (de)
- 2014 : Besser als Nix (de) d'Ute Wieland (de)

### Télévision
- 2005 : Kometen (téléfilm)
- 2007 - 2010 : Berlin Brigade Criminelle (série télévisée)
- 2008 : Teufelsbraten (de)
- 2009 : Die Rebellin d'Ute Wieland (de) (téléfilm) : Betty Berkow
- 2009 : Les Musiciens de Brême de David Ungureit (de) (téléfilm) : Lissi Bauerstochter
- 2012 : Die Lebenden
- 2014 : Le cœur des femmes : Charlie Fiedler

## Distinctions
- 2007 : Golden Camera
- 2009 : Adolf Grimme Award
- 2009 : German Television Awards